# Nakachchaafushi
Nakachchaafushi is een van de door de Maledivische bevolking niet bewoonde eilanden van het Kaafu-atol behorende tot de Maldiven. Op het eiland staat echter wel een hotel.